# جان اسکات هالدین
جان اسکات هالدان (انگلیسی: John Scott Haldane; ۳ مهٔ ۱۸۶۰ – ۱۵ مارس ۱۹۳۶) مخترع، فیزیولوژیست، فیلسوف، و پزشک اهل بریتانیا بود.
وی همچنین برندهٔ جوایزی همچون مدال پادشاهی، همکار انجمن سلطنتی، و مدال کاپلی شده‌است.